# يونان (الصين)
يُونَّان في اللغة الصينية تُنطق يُونْنَانْ وحسب قواعد اللغة العربية التي تنص على الإدغام في حالة وجود حرفين متشابهين متجاورين وأولهما ساكن وجب الإدغام، لذلك ستصبح كلمة يُونَّان بشدة فوق النون. (بالصينية المبسطة: 云南، بالصينية التقليدية: 雲南 ) هي مقاطعة غير ساحلية في جنوب غرب جمهورية الصين الشعبية. تمتد المقاطعة على 394,000 كيلومتر مربع (152,000 ميل2) ويبلغ عدد سكانها 48.3 مليون (اعتبارًا من 2018) وتعد عرقيات السكان فيها من أكثر سكان الصين امتزاجاً لوجود أكثر من 20 قومية، وهي رابع أقل المقاطعات نمواً في الصين على أساس الدخل المتاح للفرد في عام 2014.
عاصمة المقاطعة هي كونمينغ. تقع المقاطعة على حدود مقاطعات قويتشو وسيتشوان ومناطق الحكم الذاتي في قوانغشي والتبت وكذلك دول جنوب شرق آسيا: فيتنام ولاوس وميانمار. المنطقة جبلية بشكل عام، وخصوصاً في جهتي الشمال والغرب. يمر خلالها ثلاثة أنظمة نهرية: اليانغتزيه والميكونغ والسالوين، وهو مصدر لنهرين آخرين هما شي ويوان. جزء من المقاطعة تم احتلاله من قبل القوات اليابانية إبان الحرب العالمية الثانية. تعرف المقاطعة اليوم بإنتاجها الزراعي، وبالأخص الأرز، كما يوجد بها صناعة تعدين واسعة.
تقع يونان في منطقة جبلية ذات ارتفاعات عالية في الشمال الغربي ومنخفضة في الجنوب الشرقي. يعيش معظم السكان في الجزء الشرقي من المحافظة. في الغرب، يمكن أن يختلف الارتفاع من قمم الجبال إلى وديان الأنهار بمقدار 3,000 متر (9,800 قدم). يونان غنية بالموارد الطبيعية ولديها أكبر تنوع في الحياة النباتية في الصين. من بين ما يقرب من 30000 نوع من النباتات العليا في الصين، ربما يوجد في يونان 17000 نوع أو أكثر. احتياطيات يونان من الألمنيوم والرصاص والزنك والقصدير هي الأكبر في الصين، وهناك أيضًا احتياطيات كبيرة من النحاس والنيكل.
سجّلت سلالة هان لأول مرة العلاقات الدبلوماسية مع المقاطعة في نهاية القرن الثاني قبل الميلاد وأصبحت المقاطعة جزءًا من طريق الحرير المؤدي إلى بيهتارجاره في بنغلاديش. كانت المنطقة تحت حكم مملكة نانزاو الصينية التبتية (738-937)، تليها مملكة دالي التي حكمت باي (937–1253). بعد الغزو المغولي للمنطقة في القرن الثالث عشر، غزت أسرة مينج يونان.
من سلالة يوان فصاعدًا، كانت المنطقة جزءًا من حركة سكانية برعاية الحكومة المركزية باتجاه الحدود الجنوبية الغربية، مع وصول موجتين رئيسيتين من المهاجرين من مناطق أغلبية الهان في شمال وجنوب شرق الصين. كما هو الحال مع أجزاء أخرى من جنوب غرب الصين، أجبر الاحتلال الياباني في الشمال خلال الحرب العالمية الثانية على هجرة أخرى من شعب الهان إلى المنطقة. ساهمت هاتان الموجتان من الهجرة في أن تكون يونان واحدة من أكثر مقاطعات الصين تنوعًا عرقيًا، حيث تمثل الأقليات العرقية حوالي 34 في المائة من إجمالي سكانها. تشمل المجموعات العرقية الرئيسية يي وباي وهاني وتشوانغ وداي ومياو. كما تم تحديد مقاطعة يونان على أنها «مهد الشاي... المنطقة الأولى التي اكتشف فيها البشر أن تناول أوراق الشاي أو تخمير الكوب يمكن أن يكون ممتعًا».

## التاريخ

### عصور ما قبل التاريخ
تم تحديد إنسان يوانمو، وهو أحد أحافير الإنسان المنتصب الذي اكتشفه مهندسو السكك الحديدية في الستينات من القرن العشرين، ليكون أقدم أحفورة بشرية معروفة في الصين. بحلول العصر الحجري الحديث، كانت هناك مستوطنات بشرية في منطقة بحيرة ديان. استخدم هؤلاء الأشخاص أدوات حجرية وشيدوا هياكل خشبية بسيطة.

## الجغرافيا

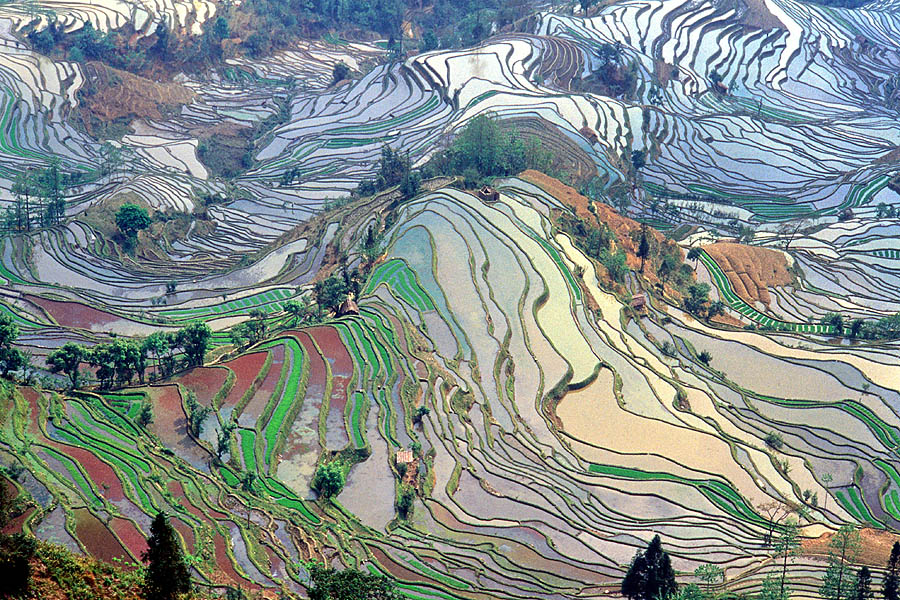

يونان هي المقاطعة الواقعة في أقصى جنوب غرب الصين، ويمر مدار السرطان عبر الجزء الجنوبي منها. تبلغ مساحة المقاطعة 394,100 كيلومتر مربع (152,200 ميل2)، 4.1% من إجمالي الأمة. يشكل الجزء الشمالي من المقاطعة جزءًا من هضبة يونان - قويتشو. تقع المقاطعة على حدود قوانغشي وقويتشو في الشرق، وسيتشوان في الشمال ومنطقة التبت ذاتية الحكم في الشمال الغربي. تشترك في حدود 4,060 كيلومتر (2,520 ميل) مع ميانمار (ولاية شان وولاية كاشين) في الغرب، ولاوس (مقاطعات لوانغ نامثا، أودومكساي، وفونجسالي) في الجنوب وفيتنام (مقاطعات ها جيانغ ولاو كاي ولاي تشاو وسيان بيان) في الجنوب الشرقي. لأغراض عملية، تقع جميع مقاطعات يونان ضمن منطقة زوميا في آسيا.

### جيولوجيا

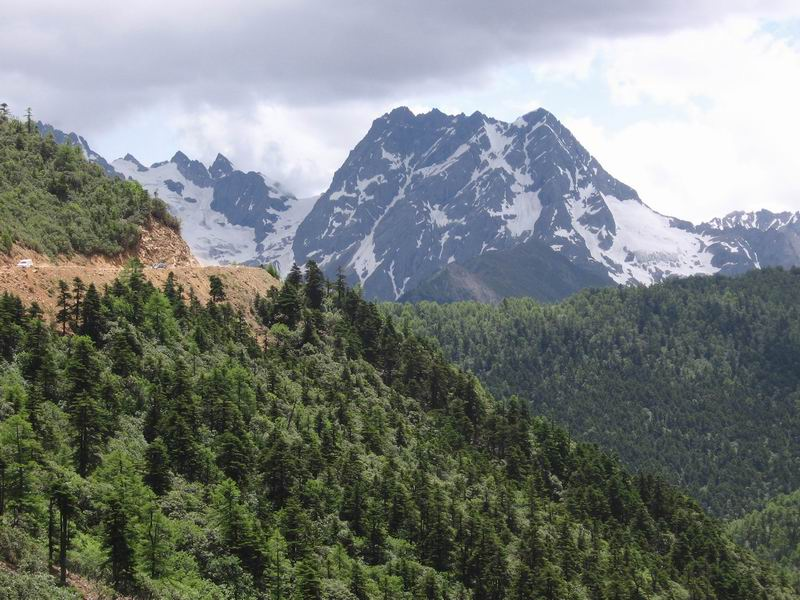
الجبال الثلجية في ديكينغ، شمال غرب يونان

تقع يونان في أقصى الطرف الشرقي من جبال الهيمالايا، وقد تم دفعها للأعلى في العصر الجليدي، وخاصة في العصر الجليدي الأوسط، على الرغم من استمرار الارتفاع حتى الوقت الحاضر. الجزء الشرقي من المقاطعة عبارة عن هضبة من الحجر الجيري مع تضاريس كارستية وأنهار غير قابلة للملاحة تتدفق عبر الوديان الجبلية العميقة. التكوينات السطحية الرئيسية للهضبة هي تشكيل ماوكو البرمي السفلي، الذي يتميز بترسبات الحجر الجيري السميك، وتكوين كيشيا السفلي، الذي يتميز بالحجر الجيري الدولوميتي والدولوميت، والبازلت البرمي العلوي لتكوين إرميشان (سابقًا بهضبة أوميشان البازلت)، الحجر الرملي الأحمر، والطيني، والغريني، والتكتلات من الدهر الوسيط باليوجيني، بما في ذلك تشكيل لوفنغ ومجموعة لونان. في هذه المنطقة توجد غابة الحجر المعروفة أو شيلين، قمم عمودية متآكلة من الحجر الجيري. في الجزء الشرقي، تجري الأنهار بشكل عام باتجاه الشرق. يتميز النصف الغربي بسلاسل جبلية وأنهار تجري في الشمال والجنوب.

### المناخ

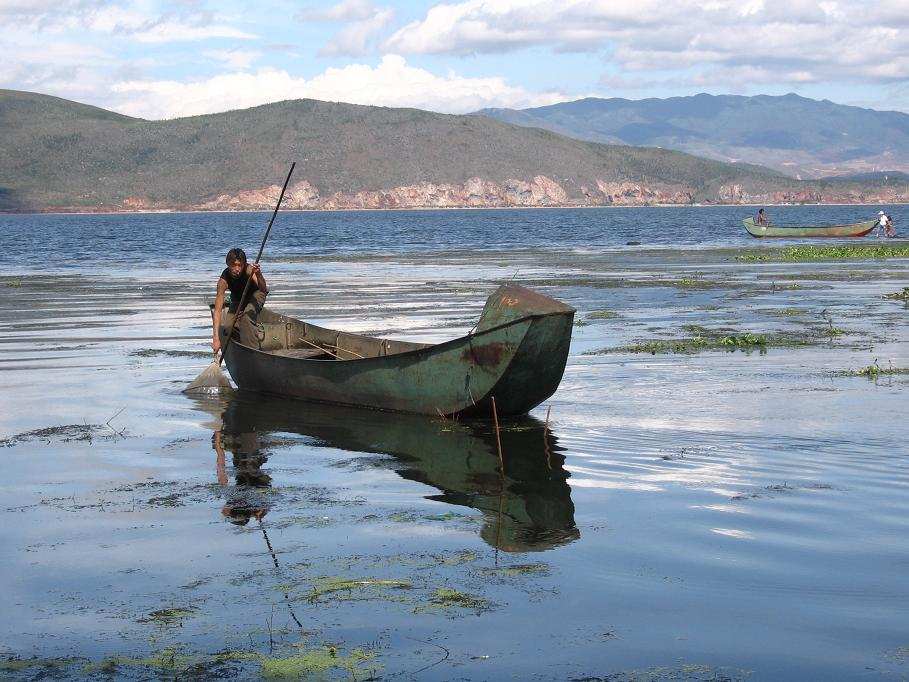
بحيرة إرهاي، دالي، يونان

تتمتع يونان بمناخ معتدل بشكل عام مع طقس لطيف وعادل بسبب موقع المقاطعة على المنحدرات الجبلية المواجهة للجنوب، وتأثير كل من المحيطين الهادئ والهندي، وعلى الرغم من أن فترة النمو طويلة، إلا أن التضاريس الوعرة توفر القليل من الأراضي الصالحة للزراعة. نرى الزراعة في يونان. تحت تصنيف مناخ كوبن، يقع جزء كبير من المقاطعة داخل المرتفعات شبه الاستوائية أو المنطقة شبه الاستوائية الرطبة، مع فصول الشتاء المعتدلة إلى الدافئة، والصيف المعتدل، ما عدا في شبه الاستوائية إلى الجنوب الاستوائية، حيث درجات الحرارة بانتظام تتجاوز 30 °م (86 °ف) في النصف الأكثر دفئًا من العام. بشكل عام، يتراوح متوسط درجات الحرارة في يناير من 8 إلى 17 °م (46 إلى 63 °ف)؛ متوسطات يوليو تختلف من 21 إلى 27 °م (70 إلى 81 °ف). يتراوح متوسط هطول الأمطار السنوي من 600 إلى 2,300 مليمتر (24 إلى 91 بوصة)، مع هطول أكثر من نصف هطول الأمطار بين شهري يونيو وأغسطس. تتميز منطقة الهضبة بدرجات حرارة معتدلة. منطقة الوادي الغربي حارة عند قيعان الوادي، ولكن هناك رياح متجمدة عند قمم الجبال.

## التقسيمات الإداريَّة

### المناطق الحضرية
| عدد السكان حسب المناطق الحضرية للمقاطعات ومدنها | عدد السكان حسب المناطق الحضرية للمقاطعات ومدنها | عدد السكان حسب المناطق الحضرية للمقاطعات ومدنها | عدد السكان حسب المناطق الحضرية للمقاطعات ومدنها | عدد السكان حسب المناطق الحضرية للمقاطعات ومدنها | عدد السكان حسب المناطق الحضرية للمقاطعات ومدنها |
| #                                               | المدينة                                         | تعداد المنطقة الحضرية                           | تعداد منطقة المقاطعة                            | تعداد منطقة المدينة                             | بيانات التعداد السكاني                          |
| ----------------------------------------------- | ----------------------------------------------- | ----------------------------------------------- | ----------------------------------------------- | ----------------------------------------------- | ----------------------------------------------- |
| 1                                               | كونمينغ                                         | 3,140,777 نسمة                                  | 3,272,586 نسمة                                  | 6,432,209 نسمة                                  | 2010-11-01                                      |
| (1)                                             | كونمينغ (مقاطعات جديدة)                         | 244,586 نسمة                                    | 594,627 نسمة                                    | انظر كونمينغ                                    | 2010-11-01                                      |
| 2                                               | شيانوي                                          | 584,076 نسمة                                    | 1,302,891 نسمة                                  | انظر تشوجينغ                                    | 2010-11-01                                      |
| 3                                               | تشوجينغ                                         | 468,437 نسمة                                    | 740,747 نسمة                                    | 5,855,055 نسمة                                  | 2010-11-01                                      |
| (3)                                             | تشوجينغ (مقاطعات جديدة)                         | 235,390 نسمة                                    | 616,047 نسمة                                    | انظر تشوجينغ                                    | 2010-11-01                                      |
| 4                                               | دالي                                            | 367,122 نسمة                                    | 652,045 نسمة                                    | جزء من محافظة دالي                              | 2010-11-01                                      |
| 5                                               | تشوشيونغ                                        | 331,991 نسمة                                    | 588,620 نسمة                                    | جزء من محافظة تشوشيونغ                          | 2010-11-01                                      |
| 6                                               | يوشى                                            | 306,879 نسمة                                    | 495,129 نسمة                                    | 2,303,518 نسمة                                  | 2010-11-01                                      |
| (6)                                             | يوشى (مقاطعة جديدة)                             | 93,471 نسمة                                     | 280,889 نسمة                                    | انظر يوشى                                       | 2010-11-01                                      |
| 7                                               | بواشان                                          | 263,380 نسمة                                    | 935,618 نسمة                                    | 2,506,491 نسمة                                  | 2010-11-01                                      |
| 8                                               | تشاوتونغ                                        | 255,861 نسمة                                    | 787,837 نسمة                                    | 5,213,521 نسمة                                  | 2010-11-01                                      |
| 9                                               | أنينغ                                           | 242,151 نسمة                                    | 341,341 نسمة                                    | انظر كونمينغ                                    | 2010-11-01                                      |
| (10)                                            | ونشان                                           | 229,430 نسمة                                    | 481,505 نسمة                                    | جزء من محافظة ونشان                             | 2010-11-01                                      |
| (11)                                            | ميلو                                            | 213,462 نسمة                                    | 539,725 نسمة                                    | جزء من محافظة هونغهي                            | 2010-11-01                                      |
| (12)                                            | مونغزو                                          | 212,724 نسمة                                    | 417,156 نسمة                                    | جزء من محافظة هونغهي                            | 2010-11-01                                      |
| 13                                              | كاي وان                                         | 210,801 نسمة                                    | 322,693 نسمة                                    | جزء من محافظة هونغهي                            | 2010-11-01                                      |
| 14                                              | جينغهونغ                                        | 205,523 نسمة                                    | 519,935 نسمة                                    | جزء من محافظة شيشوانغباننا                      | 2010-11-01                                      |
| 15                                              | بوير                                            | 185,473 نسمة                                    | 296,565 نسمة                                    | 2,542,898 نسمة                                  | 2010-11-01                                      |
| 16                                              | غيجيو                                           | 163,528 نسمة                                    | 459,781 نسمة                                    | جزء من محافظة هونغهي                            | 2010-11-01                                      |
| 17                                              | ليجيانج                                         | 151,744 نسمة                                    | 211,151 نسمة                                    | 1,244,769 نسمة                                  | 2010-11-01                                      |
| 18                                              | لينكانغ                                         | 142,095 نسمة                                    | 323,708 نسمة                                    | 2,429,497 نسمة                                  | 2010-11-01                                      |
| (19)                                            | تنغتشونغ                                        | 135,318 نسمة                                    | 644,765 نسمة                                    | انظر بواشان                                     | 2010-11-01                                      |
| 20                                              | مدينة مان جي                                    | 131,425 نسمة                                    | 389,891 نسمة                                    | جزء من محافظة ديهونغ                            | 2010-11-01                                      |
| 21                                              | منطقة دونجتشوان                                 | 113,632 نسمة                                    | 271,917 نسمة                                    | انظر كونمينغ                                    | 2010-11-01                                      |
| 22                                              | رويلي                                           | 99,148 نسمة                                     | 180,627 نسمة                                    | جزء من محافظة ديهونغ                            | 2010-11-01                                      |
| (23)                                            | شانغري- لا                                      | 66,382 نسمة                                     | 172,988 نسمة                                    | جزء من مقاطعة ديكين                             | 2010-11-01                                      |
| (24)                                            | شويفو                                           | 53,997 نسمة                                     | 184,835 نسمة                                    | جزء من محافظة نوجيانغ                           | 2010-11-01                                      |
| (25)                                            | شويفو                                           | 44,647 نسمة                                     | 102,143 نسمة                                    | انظر تشاوتونغ                                   | 2010-11-01                                      |

## المدن
- كونمينغ العاصمة
- دالي التاريخية

## أعلام
- ما رولونغ
- تشو جينغ
- ما شنغلين
- تشنغ خه
- جورج فورست